# Julio Ribéra
Julio Ribéra, pseudonimi vari Jules Mc Side e Bop. (Barcellona, 20 marzo 1927 – Chambéry, 26 maggio 2018) è stato un fumettista spagnolo.

## Biografia

### I primi lavori in Spagna
Julio Ribéra firma le sue prime opere con vari pseudonimi, tra cui Jules Mc Side e Bop. Dal 1945 al 1954 crea le serie Rosy, Pépins y Sulfato e Platillos Volantes (Piattini volanti).

### Trasferimento in Francia
Nel settembre 1954 emigra in Francia e pubblica Pistol Jim in Zorro. A partire dal 1955 illustra numerosi serial per la stampa quotidiana (Le Parisien Libéré, L'Aurore, ecc.). Lavora anche per Lisette, Pierrot, Bernadette, Bayard e France-Soir.
Nel 1956 esce Le Barrage (sceneggiatura di Alexandre Petit Duc).
Segue la serie futuristica Tony Sextant (sceneggiatura di Jean Acquaviva), di cui vengono pubblicati 4 episodi tra il 1956 e il 1961 su Bayard (settimanale rivolto ai giovani): Tony Sextant chevalier de l'espace, Rendez-vous à Tycho, Syrtis Major ne répond plus e Deïmos le satellite d'acier.

### Gli anni 60
Tra il 1962 e il 1965, Ribera realizza due storie successive e diversi racconti completi. Appare anche nei contenuti di diverse riviste (in particolare Vaillant)
Nel 1965, contribuisce con racconti completi e pagine di cronaca al periodico Pilote.

### Gli anni Settanta
Nel 1973 crea per Pilote il personaggio di Dracurella, una parodia sul tema del vampiro. Il primo volume appare a puntate sulla rivista Pilote, dove incontra Christian Godard, con il quale inizia il ciclo Le Vagabond des Limbes nel 1975. La serie è durata 28 anni, con 31 volumi pubblicati dalla casa edirice Dargaud.
Nel 1976 partecipa a L'Histoire de France en bandes dessinées.

### Gli anni '80
All'inizio del 1985, sempre con Godard, pubblica Chroniques du Temps de la Vallée des Ghlomes, primo volume di una nuova serie di quattro volumi, direttamente in forma di album con Dargaud. Il secondo volume, La Guerre des Pilons, è stato pubblicato in Pilote & Charlie e poi come album da Dargaud (1986). Seguono L'hydre mélomane (1990) e La besache en peau de fée (1996), pubblicati da Soleil Productions.
Nel 1988 disegna Le Grand Manque (riedito nel 1993 da Soleil Productions) e si cimenta nell'editoria con Godard, creando le Éditions Vaisseau d'Argent.

### Gli anni '90
Dopo aver interrotto Le Vaisseau d'Argent nel 1991, nel 1992 si è concentrato sulla sua attività di scrittore per Dargaud. Da allora ha proseguito la serie Le Vagabond des limbes, continuando a lavorare, sempre con Godard, a diverse serie.
Nel 1993 pubblica Je suis un monstre con Éditions Glénat (collana Grafica) e nel 1994 Le Grand Scandale con Dargaud.

### Dal 2000
Julio Ribéra si è lanciato in album autobiografici che disegna e scrive lui stesso, come Montserrat (Memorie della guerra civile) (2004), che ha avuto due seguiti: Jeunesse bafouée (Une dictature au fil des jours) (2005) e Paris Liberté (Le parfum de l'espoir) (2006) .
Nel 2008, durante un'intervista rilasciata in occasione della nona edizione del festival "Abracadabulles" di Olonne-sur-Mer, Julio Ribéra ha confermato di aver appena terminato il 32º album della serie Vagabond des limbes: L'Engrenage, che avrebbe dovuto chiudere la serie.
Nel luglio 2011, la rivista Bamboo ha pubblicato Mon crayon et moi, un altro album autobiografico.
Nel settembre 2013, Éditions Regards pubblica Viva Maria, tratto dal film di Louis Malle, che nel 2014 sarà l'ultima pubblicazione di un fumetto di Julio Ribera.

### La morte
È morto il 26 maggio 2018 a Cognin (Savoia), comune in cui si era ritirato da molti anni.

## Le principali serie
- Tony Sextant, dans Bayard Album, 1957-1961.
- Le Vagabond des Limbes (31 tomes), con Christian Godard, divers éditeur, 1975-2003. Et un album dérivé, Les Treize Transgressions, con Godard également.
- Dracurella (3 tomes), Dargaud puis M. C. Productions, 1976-1987.
- Chroniques du temps de la vallée des ghlomes (4 volumi), con Christian Godard, vari editori, 1985-1996.
- Le Grand Manque (2 volumi), con Christian Godard, Vaisseau d'argent poi Soleil Productions, 1989-1993.
- Histoire de Francea fumetti disegnate, Larousse / FR3 :

"Saint Louis Outre-Mer", con Christian Godard, in Les Croisades, febbraio 1977.
"La Guerre de Cent Ans", con Christian Godard, in La Guerre de 100 anni : Bertrand du Guesclin, maggio 1977.
Je suis un monstre, con Christian Godard, Glénat, coll. "Grafica", 1993
- Le Grand Scandale, con Christian Godard, Dargaud:

1. New York, 1994[6].
2. Las Vegas, 1994[6].
3. San Francisco, 1995[7]
4. New Orleans, 1997[8].

- La Jeunesse d'un inconnu célèbre t. 1: Le Fils de l'orfèvre, con Christian Godard, Soleil Productions, coll. "Soleil de nuit", 1995 ISBN 2-87764-427-8[9].
- Montserrat, Bamboo, serie "Angle de vue":

1. Souvenirs de la guerre civile, 2004[10].
2. Jeunesse bafouée : Une dictature au fil des jours, 2005[11]
3. Paris Liberté : Le Parfum de l'espoir, 2006[12]

### Monografie
- Les Cahiers de la bande dessinée n. 41, Glénat, 1979.

### Articoli
- Henri Filippini, «Bibliographie», Les Cahiers de la bande dessinée, Glénat, no 41, 1979, p. 45-48.
- Patrick Gaumer, «Ribero, Julio», dans Dictionnaire mondial de la BD, Paris, Larousse, 2010 (ISBN 9782035843319), p. 720-721.
- André Gilloud, «Julio Ribera, ou la longue route d'une jeune vedette de la BD», Les Cahiers de la bande dessinée, Glénat, no 41, 1979, p. 30-33

### Interviste
- Hop! n. 92, 4º trimestre 2001, p. 5-20.
- Julio Ribera (intervistato da Jean Léturgie), "Intervista", Les Cahiers de la bande dessinée, Glénat, n. 41, 1979, p. 7-2

### Libro
- Jessica Kohn, Dessiner des petits Mickeys. Une histoire sociale de la bande dessinée en France et en Belgique (1945-1968), éditions de la Sorbonne, 2022.

| Controllo di autorità | VIAF (EN) 64011033 · ISNI (EN) 0000 0000 7689 8196 · SBN UBOV405096 · LCCN (EN) n85387890 · GND (DE) 14044078X · BNF (FR) cb11921787b (data) |